# Улица Валентины Леонтьевой
Улица Валентины Леонтьевой — улица на севере Москвы, в Останкинском районе Северо-Восточного административного округа между улицей Академика Королёва и 1-й Останкинской улицей.

## История
Безымянный проезд получил название улица Валентины Леонтьевой в январе 2018 года. Проезд назван в память советской и российской телеведущей, народной артистки СССР В. М. Леонтьевой (1923—2007).
На карте Москвы 1968 года существующая ныне дорога являлась частью Старой Московской улицы, идущей параллельно Новомосковской улице и начинавшейся от 3-й Новоостанкинской улицы, продолжаясь за 1-й Останкинской улицей как Большая Свибловская улица, ныне также несуществующая.

## Описание
Улица начинается от улицы Академика Королёва, проходит на север до 1-й Останкинской улицы параллельно Новомосковской улице. Собственных домов не имеет, единственный выходящий на улицу дом имеет № 10 по улице Академика Королёва.